# 韋弗利 (明尼蘇達州)
韋弗利（英語：Waverly）是一個位於美國明尼蘇達州賴特縣的城市。

## 人口
根據2020年美國人口普查的數據，韋弗利的面積為6.56平方千米，當中陸地面積為4.29平方千米，而水域面積為2.27平方千米。當地共有人口1900人，而人口密度為每平方千米290人。